# Comuna Uleanivka, Oleksandria
Uleanivka (în ucraineană Улянівка) este o comună în raionul Oleksandria, regiunea Kirovohrad, Ucraina, formată din satele Cervonîi Podil, Perșotravneve, Tarasovo-Șevcenkove și Uleanivka (reședința).

## Demografie
Componența lingvistică a comunei Uleanivka
     Ucraineană (91,46%)
     Rusă (4,16%)
     Alte limbi (1,43%)
Conform recensământului din 2001, majoritatea populației comunei Uleanivka era vorbitoare de ucraineană (91,46%), existând în minoritate și vorbitori de rusă (4,16%) și armeană (2,63%).